# Centaurea senegalensis
Centaurea senegalensis — вид квіткових рослин родини айстрових (Asteraceae). Ареал: Алжир, Бенін, Буркіна-Фасо, Камерун, Чад, Малі, Мавританія, Нігерія, Сенегал, Судан.